# Ryane Clowe
Ryane Clowe (Fermeuse, 30 settembre 1982) è un ex hockeista su ghiaccio canadese professionista che giocava nel ruolo di ala sinistra.

## Carriera
Ha giocato in National Hockey League con le maglie di San Jose Sharks, New York Rangers e New Jersey Devils. Ha annunciato il ritiro il 12 settembre 2015 per gli effetti di una concussione subita in una gara tra Devils e St. Louis Blues il 6 novembre 2014.